# Schwebheim
Schwebheim település Németországban, azon belül Bajorországban. Lakosainak száma 4187 fő (2023. december 31.).

## Népesség
A település népessége az elmúlt években az alábbi módon változott:
| Lakosok száma | 594  | 1451 | 3021 | 3312 | 3964 | 4080 | 4177 | 4140 | 4249 | 4187 |
|               | 1875 | 1950 | 1975 | 1987 | 2012 | 2014 | 2016 | 2017 | 2021 | 2023 |